# Szász Pál (politikus)
Szász Pál (Nagyenyed, 1881. május 11. – Ocnele Mari, 1954. január 4.) erdélyi magyar jogász, politikus.

## Életútja, munkássága
A kolozsvári Ferenc József Tudományegyetemen szerzett jogi doktorátust. 1910-től a magyar parlamentben a magyarigeni választókerület országgyűlési képviselője volt, Tisza István legközvetlenebb munkatársi köréhez tartozott. Az első világháború kitörése után önként vonult be katonának, többször is kitüntették. Az 1920-as évektől az erdélyi magyar kisebbségpolitikai élet szereplője: az Országos Magyar Párt Alsó-Fehér megyei tagozatának elnöke, a nagyenyedi Bethlen Gábor Kollégium főgondnoka. 1936-ban megválasztották az EMGE elnökévé, s vezetése alatt a szövetség nem csak jelentős gazdasági tényezővé, hanem a kisgazdák tömeges érdekvédelmi szervezetévé is vált. A királyi diktatúra bevezetése után 1938-ban létrehozott Nemzeti Újjászületési Front magyar alosztályának vezető testületében Bánffy Miklós munkatársa, a Romániai Magyar Népközösség gazdasági osztályának vezetője.
A második bécsi döntés után ő szervezte meg az EMGE dél-erdélyi központját, s ennek vezetőjeként, valamint a dél-erdélyi református egyházkerület főgondnokaként jelentős szerepet játszott a Romániában maradt kisebbségi magyarság érdekvédelme terén. Az 1940 őszén megszűnt Brassói Lapoktól Kacsó Sándor az ő támogatásával települt át Nagyenyedre s lett szerkesztője az Erdélyi Gazdának, amely a címében foglalt tárgykört messze meghaladó tartalommal a dél-erdélyi magyarság sokoldalú szellemi igényeinek kielégítését vállalta fel.
1946 áprilisában aláírója volt annak a Márton Áron kezdeményezte nyilatkozatnak, amely a küszöbön álló béketárgyalások előtt az erdélyi magyarság álláspontját fogalmazta meg. Az „elvtelen magyar egység” elleni harc meghirdetése után éles támadások indultak ellene. 1947 nyarán lemondott az EMGE elnöki tisztéről. 1951 nyarán letartóztatták, és a Márton Áron-perben 8 évi nehézbörtönre ítélték. Az Ocnele Mari-i börtönben halt meg.